# Vulkangade
Vulkangade er en lille gade på Ydre Nørrebro i Mimersgadekvarteret. Vulkangade er en blindtarm af Vølundsgade, der skifter navn efter at have krydset Nannasgade.
Gaden er opkaldt efter den romerske smedegud Vulcanos. Man forestillede sig vulkanerne som hans esse. Gaden er en blind forlængelse af Vølundsgade, som så er opkaldt efter sagnkongen Vølund Smed. Det er interessant, at den romerske mytologi og den nordiske mytologi således er blandet sammen i Mimersgadekvarteret, hvis navne ellers primært er hentet fra den nordiske mytologi.
Vulkangade er absolut en af områdets mindste gader. Der er kun tre opgange. Bemærk det vældig fint gadeskilt ved nr. 11. Dette hus, hjørnehuset mellem Vulkangade og Nannasgade, er tildelt høj bevaringsværdi.
Vulkangade er blind og ender i et hvidt træstakit med en fin blå port, der fører ind til Bagergården.
I 1958 var nr. 7-9 ejet af ”Baron L. Wedell-Wedellsborg dødsbo og fr. Esther Wassard”. Beboerne er mindre gådefulde. Man finder bl.a. i ejendommen en specialarbejder Jensen, en togbetjent Ruff Anker, en overmontør, flere frøkener, en kok og en reparatør. Man kan gætte på at flere af beboerne har været tilknyttet Holger Petersens fabrik i Nannasgade.